# Lluís Argemí i de Martí
Lluís Argemí i de Martí (Manresa, 21 d'octubre de 1873 - 8 de gener de 1950) va ser un advocat i polític tradicionalista català, president de la Diputació de Barcelona i vicepresident de la Mancomunitat catalana.
Diputat pel partit tradicionalista, va guanyar les eleccions de l'any 1907, 1911 i 1915 per diversos districtes de Barcelona. Ocupà el càrrec de diputat des de l'abril de 1911 fins al juny de 1919, data en què finalitzà el període legal d'elecció.
En aquesta etapa formà part de les comissions de Governació, d'Hisenda, d'Instrucció Pública, de Beneficència, de Foment i de la Interprovincial de Mancomunitats.
Després de la Guerra Civil espanyola es va integrar al partit únic del règim i va rebre la medalla de la Vieja Guardia l'any 1943. Durant la dècada de 1940 va ser el cap regional de Catalunya del carlooctavisme (els carlins seguidors de Carles VIII).
De desembre de 1943 fins a gener de 1946, per Decret del Ministeri de la Governació, va ser nomenat president de la Diputació de Barcelona. La seva presidència es caracteritzà, com totes les d'aquesta època, per la nul·la activitat política, ja que el governador civil era qui fiscalitzava totes les activitats de la Corporació. Com a president es va proposar la defensa dels interessos dels municipis, i també la dels sindicats i la dels gremis. Lluità per mantenir el nivell d'ingressos de la Diputació per fer front a les despeses de manteniment de les institucions a càrrec de la Corporació.